# 13209 Arnhem
A 13209 Arnhem (ideiglenes jelöléssel 1997 GQ41) a Naprendszer kisbolygóövében található aszteroida. Eric Walter Elst fedezte fel 1997. április 9-én.